# Enterprise zone
Als enterprise zone (frei übersetzt: Unternehmenszone)  bezeichnet man ein aus Großbritannien stammendes Konzept der regionalen Wirtschaftsförderung, das auf den britischen Stadtplaner Peter Hall zurückgeht. Bei enterprise zones handelt es sich um abgegrenzte Stadtgebiete, in denen eine Reihe staatlicher Restriktionen außer Kraft gesetzt werden. Dies kann unter anderem das Umweltrecht, das Baurecht oder das Arbeitsrecht betreffen. Die Förderung durch den Staat zielt dabei im Unterschied zum klassischen Industriepark nicht auf direkte Maßnahmen (z. B. Subventionen) seitens des Staates, sondern auf eine indirekte Förderung durch einen weitestgehenden Abbau staatlicher Reglementierung und Kontrolle. Unternehmenszonen sollen dadurch einen Anreiz für die Ansiedelung oder Neugründung von Unternehmen im Zielgebiet darstellen. 
Auf Kritik stößt dieses Konzept unter anderem deshalb, da dabei vor allem auch die Rechte der Arbeitnehmer, beispielsweise im Kündigungsschutz oder beim Mindestlohn, eingeschränkt werden können. Der Stadt- und Regionalökonom Eberhard von Einem bezeichnete enterprise zones als „Enklaven mit Arbeits- und Profitbedingungen der Dritten Welt“.